# Batalha de Anzen
A Batalha de Anzen ou de Dazimo foi travada em 22 de julho de 838 na colina de Anzen, ao sul de Dazimo (atual Dazmana, na Turquia), entre o Império Bizantino e as forças do Califado Abássida. Os abássidas lançaram uma enorme campanha com dois exércitos distintos como retaliação à campanha vitoriosa do imperador bizantino Teófilo no ano anterior e tinham como objetivo saquear Amório, uma das maiores cidades bizantinas. Teófilo e seu exército enfrentaram um exército menor sob o comando do general Alafexim em Dazimo.
O exército bizantino inicialmente manteve sua superioridade, mas então Teófilo resolveu liderar o ataque em pessoa e sua ausência de sua posição habitual provocou pânico entre as tropas bizantinas, que acreditaram que ele teria sido morto. Dois poderosos contra-ataques pelos arqueiros montados turcos de Alafexim foram então suficientes para romper as linhas bizantinas, que debandaram. Teófilo e sua guarda pessoal chegaram a se ver cercados numa colina, mas conseguiram escapar. A derrota abriu o caminho para o brutal saque de Amório poucas semanas depois, um dos golpes mais duros sofridos pelos bizantinos nas guerras bizantino-árabes, que já duravam séculos.

## Contexto
Por volta de 829, quando o jovem imperador Teófilo ascendeu ao trono bizantino, bizantinos e árabes já vinham lutando de forma esporádica por quase dois séculos. Teófilo era um homem ambicioso e um convicto aderente do iconoclasma, que proibia a representação artística de figuras divinas e a veneração de ícones. Ele buscou reforçar o seu regime e apoiar suas políticas religiosas através de sucessos militares contra o Califado Abássida, o maior adversário do Império Bizantino. Por toda a década de 830, Teófilo lançou diversas campanhas contra os califados, de sucesso moderado, o que permitiu-lhe se apresentar da maneira tradicional romana como um imperador vitorioso. Em 837, o próprio imperador liderou uma grande campanha na região do alto Eufrates, saqueando as cidades de Arsamósata e Sozópetra - que algumas fontes alegam como a cidade-natal do califa abássida Almotácime (r. 833–842) - e forçando Melitene a pagar tributo e entregar reféns para não ser saqueada.

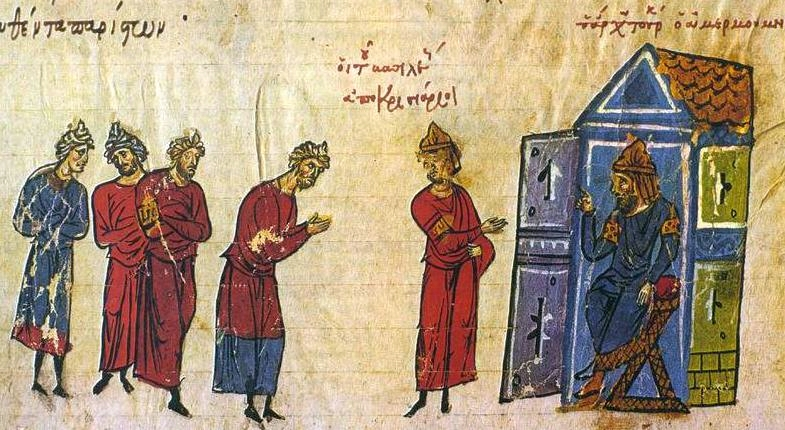
Embaixada enviada à Almotácime r. em miniatura do Escilitzes de Madri

Como resposta, Almotácime decidiu lançar uma grande expedição punitiva contra Bizâncio com o objetivo de capturar as duas grandes cidades bizantinas na região da Anatólia Central, Ancira e Amório. Esta última era provavelmente a maior cidade da Anatólia na época e era também a cidade-natal da dinastia amoriana, o que lhe dava uma importância simbólica; de acordo com as crônicas, os soldados de Almotácime pintaram a palavra "Amório" em seus escudos e nas suas flâmulas. Um gigantesco exército árabe se juntou em Tarso; de acordo com o relato mais confiável, o de Miguel, o Sírio, ele consistia de 80 mil homens, 30 mil servos e seguidores e mais de 70 mil animais de carga. Outros autores apresentam números ainda maiores, variando de 200 mil até as 500 mil pessoas relatadas por Almaçudi.[a] O califa dividiu suas forças em duas: a força norte, sob o comando do general Alafexim, tinha ordens para invadir o Tema Armeníaco a partir da região de Melitene e juntar às forças do emir Ambros. A força sul, a principal e comandada pelo próprio califa, marchou pelas Portas da Cilícia até a Capadócia em direção de Ancira. Após a cidade ter sido tomada, as duas forças se juntariam novamente para marchar para Amório. As forças de Alafexim incluíam, de acordo com João Escilitzes, o exército árabe inteiro do Emirado da Armênia, com vinte (Haldon) a 30 mil (Treadgold) homens, entre eles 10 mil arqueiros montados turcos.
Do lado bizantino, Teófilo logo ficou sabendo das intenções do califa e partiu de Constantinopla no início de junho. Seu exército incluía homens dos temas anatólios e, possivelmente, também dos europeus, os tagmas (regimentos de elite) e também um contingente de curramitas. Liderados por Nácer, que foi batizado cristão e recebeu o nome de Teófobo, eles desertaram para o império anos antes fugindo da perseguição religiosa no Califado Abássida.  Acampado em Dorileia, o imperador dividiu suas forças, enviando um poderoso destacamento para reforçar a guarnição de Amório enquanto ele próprio partiu com o restante (c. 25 mil de acordo com Haldon ou 40 mil de acordo com Treadgold) para se interpor entre os árabes e Ancira.

## Batalha

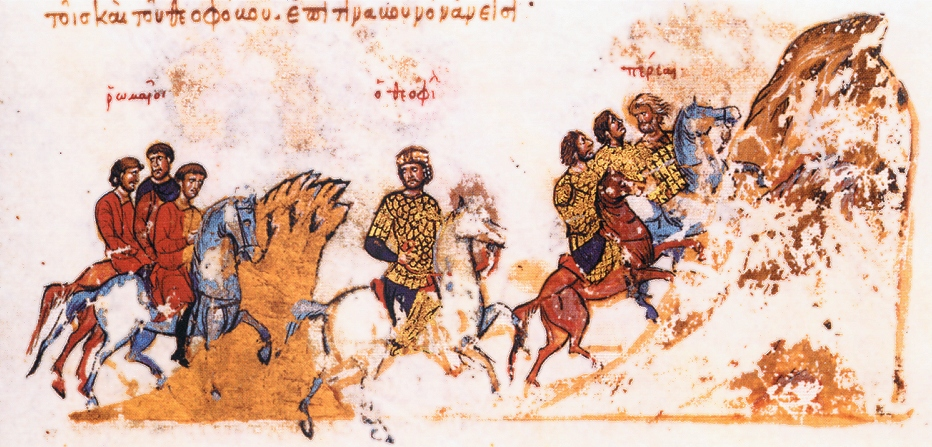
O exército bizantino e Teófilo recuam em direção uma montanha após a batalha de Anzen

Em meados de junho, Alafexim cruzou os montes Antitauro e acampou no forte de Dazimo (em grego: Δαζιμῶν, atual Dazmana), entre Amaseia e Tocate, uma localização estrategicamente importante que servira no passado como ponto de concentração também para os bizantinos. Poucos dias depois, em 19 de junho, a vanguarda do principal exército abássida também invadiu o território bizantino, seguida dois dias mais tarde pelo califa com a força principal. Teófilo foi informado destes movimentos em meados de julho. A força de Alafexim era menor, mas ameaçava cortar a linha de suprimentos bizantina. Por isso, o imperador deixou uma pequena força de cobertura para enfrentar o exército do califa e marchou para leste para dar combate a Alafexim. Em 21 de julho, o exército imperial avistou a força árabe e acampou numa colina na planície de Dazimonitis, ao sul do forte de Dazimo, chamada "Anzen" (em grego: Ἀνζῆν).
Apesar do aviso dos principais comandantes de Teófilo, Teófobo e o doméstico das escolas Manuel, para que o imperador fizesse um ataque surpresa noturno, Teófilo preferiu se alinhar com a opinião de outros oficiais e resolveu esperar para lançar seu ataque no dia seguinte. O exército bizantino atacou ao amanhecer e, inicialmente, conseguiu avançar: eles forçaram o recuo de uma ala do exército árabe, infligindo três mil baixas aos árabes. Próximo do meio-dia, Teófilo resolveu reforçar a outra ala e destacou dois mil bizantinos e o contingente curramita para fazê-lo, abandonando seu posto e passando para trás das linhas de seu próprio exército. Neste momento, porém, Alafexim lançou seus arqueiros montados turcos num feroz contra-ataque que barrou o avanço bizantino permitindo aos árabes que se reagrupassem. As tropas bizantinas então perceberam a ausência do imperador e, achando que ele fora morto, começaram a vacilar. Logo um recuo desordenado se iniciou; alguns soldados fugiram até Constantinopla levando consigo rumores de que o imperador teria sido morto. Outras unidades, porém, foram capazes de recuar ordenadamente e se reuniram num local chamado Ciliócomo.
Teófilo se viu então isolado com suas tagmas e os curramitas na colina de Anzen. Os árabes cercaram o local, mas os bizantinos foram salvos por uma súbita chuva, que amoleceu as cordas dos arcos turcos, tornando-os inutilizáveis. Alafexim então mandou buscar catapultas para atacar a posição bizantina. Ao mesmo tempo, os oficiais de Teófilo, com medo de uma traição dos curramitas, persuadiram o imperador a recuar. Eles conseguiram romper o cerco árabe à custa de muitas perdas no processo (as fontes creditam ora Manuel, que ficou seriamente ferido e possivelmente morreu logo depois, ora Teófobo pelo salvamento do imperador). Teófilo e sua pequena escolta conseguiram chegar então até Ciliócomo, onde ele gradualmente conseguiu reagrupar os restos de seu exército.

## Resultado

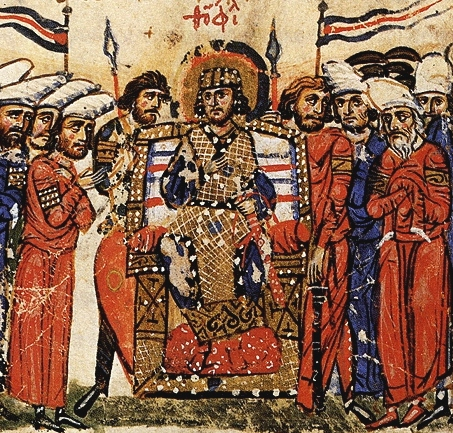
O imperador Teófilo e sua corte numa miniatura do Escilitzes de Madri

Na sequência desta derrota, com rumores sobre sua morte circulando em Constantinopla, a posição de Teófilo era precária. Ele abandonou sua campanha e recuou para Dorileia, de onde ele partiu logo para a capital imperial. A própria Ancira foi abandonada e foi saqueada pelo exército árabe em 27 de julho. Então, o exército abássida já reunido marchou sem oposição até Amório, que caiu após um cerco de duas semanas. De toda a população de 70 mil habitantes, cerca de metade sobreviveu ao saque brutal e foi vendida como escrava. A queda da cidade foi um dos mais pesados golpes que os bizantinos sofreram durante todo o século IX, tanto em termos materiais quanto simbólicos. Notícias sobre uma revolta no califado forçaram Almotácime a recuar logo em seguida.
Ao mesmo tempo, Teófilo teve que lidar com uma revolta de Teófobo e seus curdos. Quando os rumores da morte de Teófilo chegaram à capital, o nome de Teófobo, que era parente do imperador por casamento e, aparentemente, um iconódulo, foi aclamado por alguns como novo imperador. Ao retornar para cidade, Teófilo convocou seu general que, temendo ser punido, fugiu com suas forças para Sinope, onde foi proclamado imperador. Na ocasião, porém, Teófobo foi convencido a se render pacificamente no ano seguinte, as forças "persas" foram debandadas e seus soldados foram dispersados entre os temas.
Apesar de eventos trágicos para os bizantinos na época, a derrota em Anzen e o subsequente saque de Amório não tiveram importância militar de longo prazo para o império, uma vez que os abássidas não conseguiram se aproveitar do sucesso. Eles tiveram, porém, um papel crucial em desacreditar o iconoclasma, que sempre contou com as vitórias militares do imperador para provar sua validade. Logo após a súbita morte de Teófilo em 842, a veneração de ícones foi restaurada como parte do chamado "Triunfo da Ortodoxia" por todo o Império. A Batalha de Anzen é também notável por ilustrar as dificuldades das forças militares bizantinas da época em enfrentar os arqueiros montados, uma mudança notável em relação aos exércitos dos séculos VI e VII, quando esta habilidade era uma parte crucial da doutrina tática bizantina. Ela é também notável por ser o primeiro confronto entre o exército bizantino contra os nômades turcos da Ásia Central, cujos descendentes emergiriam como os maiores adversários do Império Bizantino a partir do século XI.